# Luna paese incomodo
Luna paese incomodo è un romanzo avventuroso fantascientifico scritto e illustrato da Yambo (pseudonimo di Enrico Novelli) e pubblicato postumo nel 1944 o 1945.
La storia, che utilizza l'espediente narrativo del manoscritto ritrovato, descrive un allunaggio con equipaggio umano 25 anni prima dell'effettivo avvenimento storico, utilizzando le conoscenze scientifiche del tempo per costruire una vicenda avventurosa.
Si tratta di un'opera che viene fatta rientrare nei primordi della fantascienza (o "protofantascienza") italiana e che fu pubblicata postuma (l'autore era morto nel dicembre 1943) dall'editrice Vallecchi in una collana dedicata ai ragazzi.
Yambo aveva già affrontato il tema dell'esplorazione della Luna con il suo romanzo del 1908 La colonia lunare.

## Trama

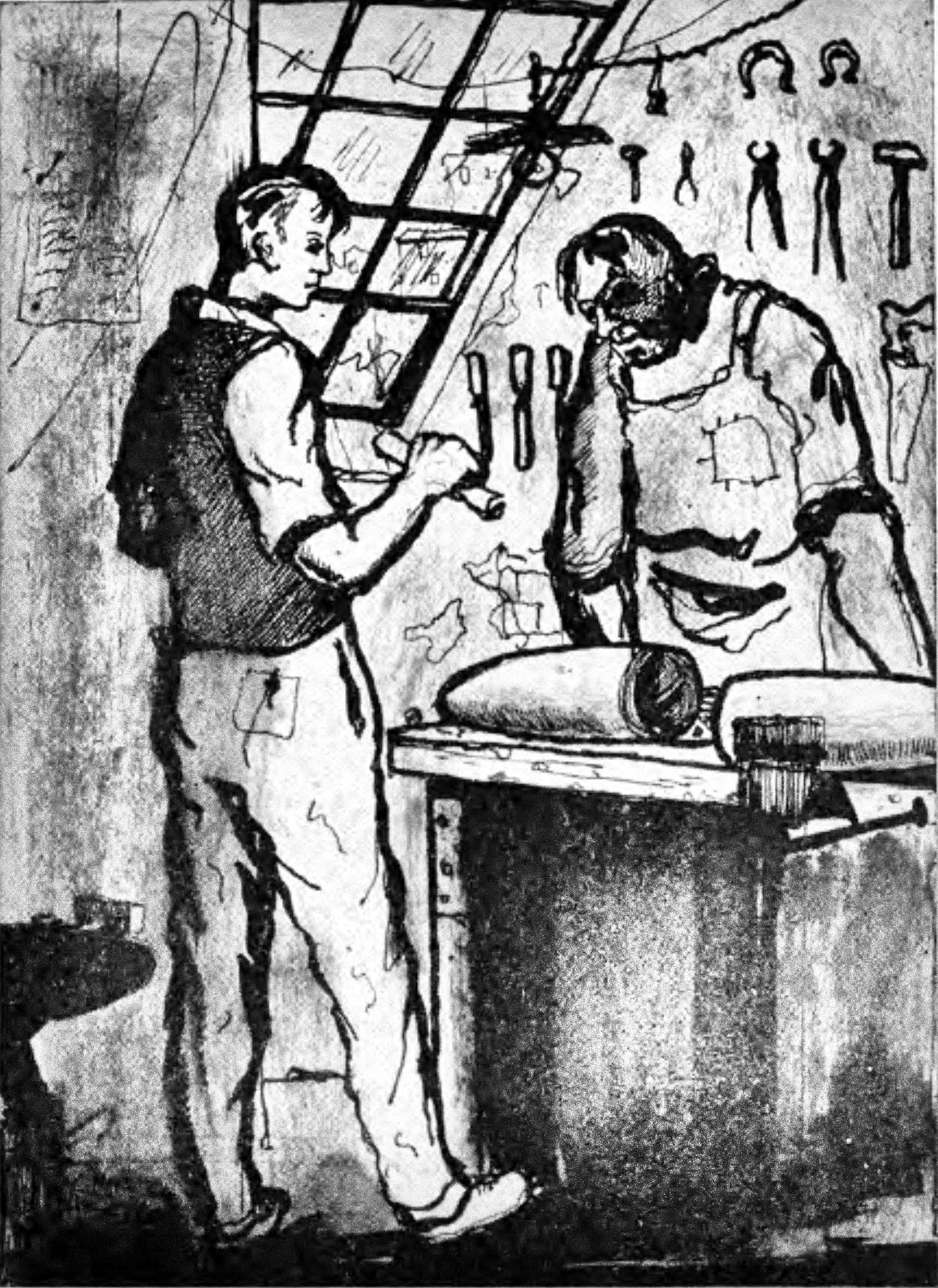
Il ritrovamento del manoscritto (illustrazione di Yambo)

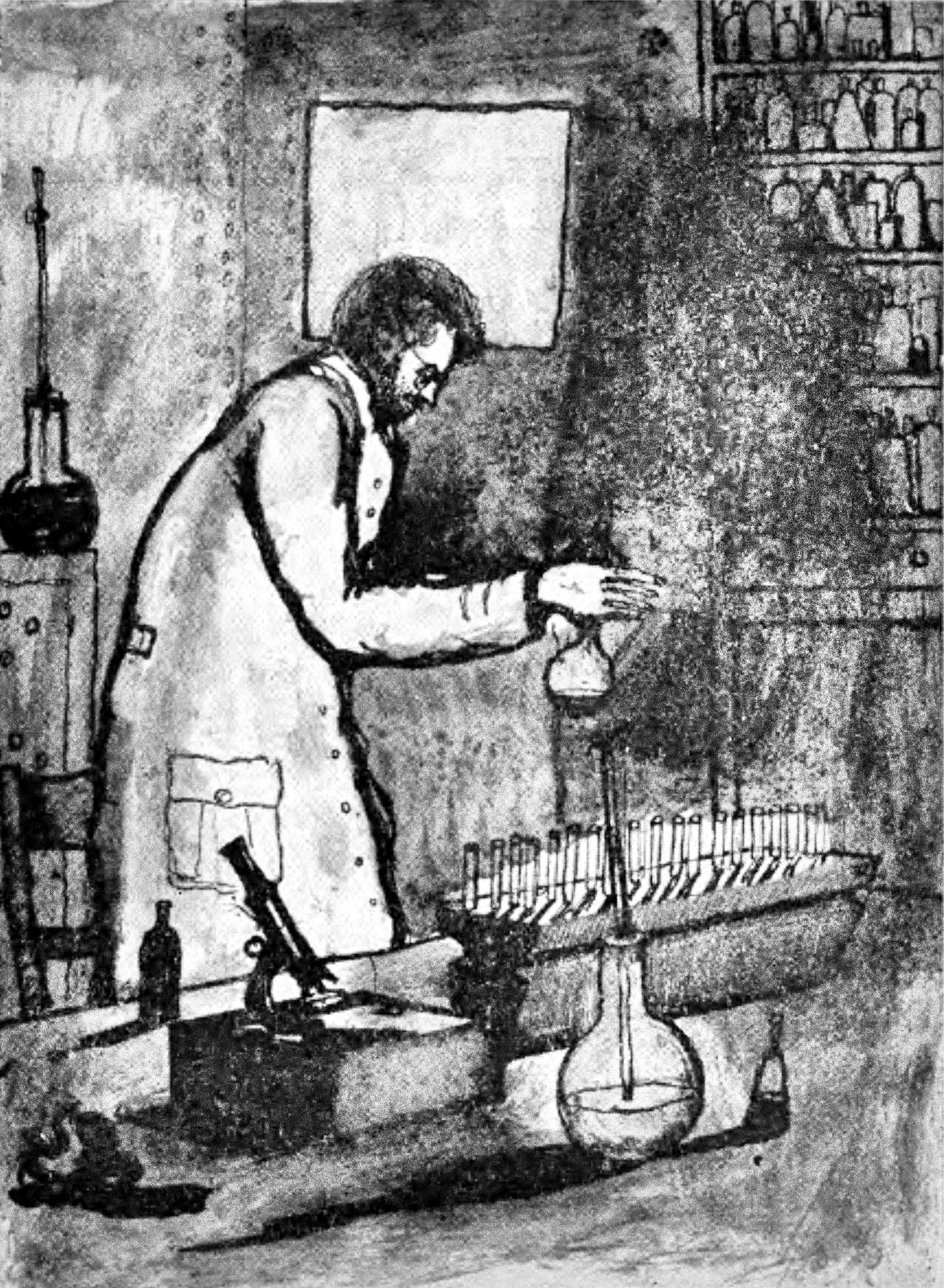
Il professor Nicola Piccardi di Ancona

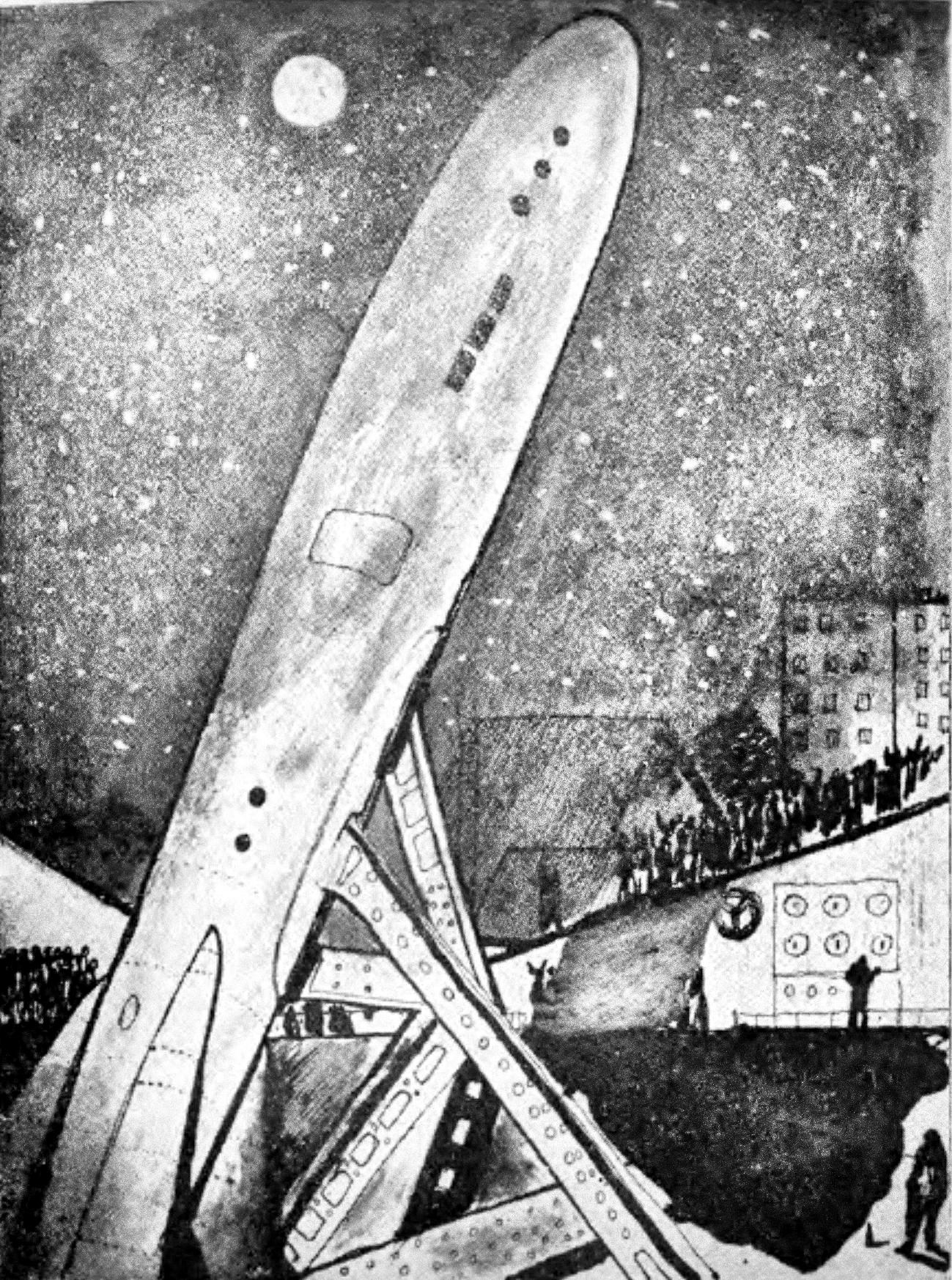
Il razzo

Nel prologo, viene specificato che la storia narrata è stata ricavata da un "manoscritto caduto dal cielo" scritto in latino, ritrovato dentro un contenitore metallico e quindi tradotto da chi lo ha rinvenuto. Il manoscritto, che risale a molti anni prima, è firmato da tre scienziati, tra cui uno italiano: il professor Nicola Piccardi (di Ancona), il dott. Max Boering (di Hannover) e il dottor James Hebert (di San Francisco). Convinto dell'autenticità del documento, il narratore lo traduce integralmente.
Nel manoscritto, Piccardi descrive l'avvio di un'ambiziosa impresa: raggiungere la Luna. L'astrofisico, che vive a Recanati, entra in contatto con Boering di Hannover e Hebert di San Francisco per condividere studi selenografici. I tre decidono di tentare il viaggio e uniscono le forze. Boering sviluppa un nuovo esplosivo atomico potentissimo con cui costruiscono un razzo a due sezioni: una macchina propulsiva e una cabina abitabile per l'equipaggio, gli strumenti e le provviste. Ultimati i preparativi, il lancio avviene con successo da un campo nei pressi di San Francisco.
Il razzo lascia la Terra a grande velocità. Superata l'atmosfera, l'accelerazione cessa e il veicolo prosegue inerzialmente attraverso lo spazio. Durante la traversata, gli scienziati osservano il firmamento e vedono la Terra allontanarsi, finché il razzo entra nell'attrazione lunare. Dopo ore di viaggio, l'astronave raggiunge la superficie del satellite e vi atterra in sicurezza.
I tre esploratori sbarcano sulla Luna indossando scafandri. Sperimentano la gravità ridotta che consente loro salti di diversi metri. Ben presto si accorgono che è presente una tenue atmosfera: provando a togliere i caschi, riescono a respirare l'aria rarefatta senza conseguenze. Esplorando i dintorni, trovano un paesaggio brullo di rocce e crateri, ma anche segni di vita in forme elementari. Scoprono infatti licheni, funghi e minuscole piante che crescono riparate tra le rocce, segno che il satellite non è del tutto inerte. Intuiscono inoltre che in un lontano passato la Luna doveva possedere un'aria più densa e ospitare forme di vita più evolute, poi estinte a causa del graduale deterioramento ambientale. Ora ne sopravvivono solo esili tracce, destinate a scomparire con l'arrivo della lunga e gelida notte lunare (che dura quindici giorni terrestri).
Compiute le ricerche, Piccardi, Boering e Hebert fanno ritorno al razzo per decollare prima del tramonto. Qui però si verifica un imprevisto fatale: parte dell'esplosivo ha subìto un'alterazione chimica inspiegabile, perdendo potere detonante. Il motore non può più funzionare a dovere e il razzo non è in grado di ripartire. I tre si rendono conto di essere bloccati sulla Luna senza possibilità di tornare sulla Terra. In questa situazione disperata, decidono di inviare almeno un messaggio. Utilizzando un piccolo cannone di bordo, lanciano nello spazio un proiettile di alluminio contenente il resoconto scritto della loro avventura (il manoscritto in latino). In esso spiegano l'accaduto e lanciano un appello d'aiuto, chiedendo a chi lo ritrovi di avvisare Romilde, la sorella di Piccardi, e di tentare un salvataggio.
La storia si conclude con la speranza dei tre scienziati che il loro messaggio venga raccolto. La cornice narrativa si chiude infatti con il ritrovamento e la traduzione del manoscritto, mentre il destino degli esploratori sulla Luna rimane ignoto.

## Edizioni
- Yambo, Luna paese incomodo. Resoconto di un viaggio di tre scienziati dalla Terra al nostro satellite, collana Vallecchi per i ragazzi, illustrazioni di Yambo, Firenze, Vallecchi Editore, 1944 [1945?].[1]